# Biblioteca Jordi Rubió i Balaguer
La Biblioteca Jordi Rubió i Balaguer és una biblioteca pública del municipi de Sant Boi de Llobregat (Baix Llobregat), inaugurada el 22 de maig del 2005. Està ubicada al Parc de la Muntanyeta, té una superfície 3.900 m² i és considerada com una de les més grans de Catalunya. S'anomenà en honor de Jordi Rubió i Balaguer, un eminent filòleg, professor i historiador de la literatura catalana, que va ser l'impulsor i primer director de la Biblioteca de Catalunya, de l'Escola de Bibliotecàries i de la Xarxa de Biblioteques Populars.
Els arquitectes Victòria Garriga i Toño Foraster (estudi AV62) van ser els responsables d'aquest projecte. La major part de l'edifici queda soterrada, amb un impacte visual mínim. Unes grans vidrieres permeten que entri abundant llum natural. La Biblioteca va obtenir l'accèssit dels IV Premis Municipals de Qualitat 2006, convocats per la Diputació de Barcelona, en la categoria destinada a equipaments municipals, en reconeixement de la qualitat dels espais, a les mesures d'accessibilitat i als criteris de sostenibilitat aplicats.